# Атон (город)
Атон (правильное название которого — Ослепительный Атон, хотя первоначально археологи окрестили его Возвышением Атона) — представляет собой остатки древнеегипетского города на западном берегу Нила в Фиванском некрополе недалеко от Луксора. Названный в честь египетского бога солнца Атона, город, похоже, оставался относительно нетронутым более двух тысячелетий. С момента его открытия в конце 2020 года, он является крупнейшим городом Древнего Египта, с высокой степенью сохранности, что позволяет сравнивать его с древнеримским городом Помпеи.

## История
Основание города датируется периодом правления Аменхотепа III, около 3400 лет назад (1386—1353 гг. до н. э.). Ряд надписей позволил археологам установить точные даты истории города. Одна из них относится к 1337 г. до н. э., что совпало с периодом правления Эхнатона, который, как полагают, перебрался в свою новую столицу в Ахетатоне в следующем году. Информация, полученная в результате раскопок, даёт возможность предполагать, что Атон впоследствии попал под власть Тутанхатена, который изменил своё имя на Тутанхамон в честь другого египетского бога. В дальнейшем город был использован предпоследним правителем восемнадцатой династии Эйе. Раскопки также показали четыре отдельных слоя поселений, которые свидетельствуют о возобновлении проживания в городе ещё в коптско-византийскую эпоху, с III по VII века нашей эры.

## Открытие
До 2020 года многие предыдущие исследовательские миссии пытались определить местонахождение города, но терпели неудачу. В сентябре 2020 года, под руководством египетского археолога Захи Хавасс, были начаты новые раскопки в районе между погребальным храмом Рамзеса III и поминальным храмом Аменхотепа III, что в дальнейшем оказалось южным кварталом города. На остатки города наткнулись, когда Хавасс и его команда искали остатки погребального храма Тутанхамона. Находка показала, что город являлся самым крупным административным и промышленным центром того периода.
Он является частью дворцового комплекса Аменхотепа (Малката, также известного как «Ослепительный Атон»), расположенного к северу от найденного города. Подтверждение открытия было объявлено Захи Хавассом 8 апреля 2021 года. Египтолог Бетси Брайан назвала его самым важным археологическим открытием в Египте со времён обнаружения гробницы Тутанхамона.

## Состав
На сегодняшний день обнаружено несколько отдельных кварталов, образованных зигзагообразными стенами из сырцового кирпича, в том числе квартал пекарни, изобилующий предметами повседневной жизни и работы, связанной с художественной и промышленной жизнью города. Были идентифицированы три дворца. По состоянию на апрель 2021 года, северные кварталы и городское кладбище найдены, но не раскопаны.

## Комментарии
1. ↑  «Надпись, найденная внутри, говорит о том, что этот город назывался« Ослепительный Атон », — сказал Хавасс репортерам на месте».(Magdy 2021)
2. ↑  Египтологи назвали этот проект «Возвышение Атона» в честь грязевой печати, идентифицирующей город как «владения ослепительного Атона». (Cascone 2021)